# Шмидт, Влодзимеж
Влодзимеж Шмидт (пол. Włodzimierz Schmidt; 10 апреля 1943, Познань — 1 апреля 2023) — польский шахматист, гроссмейстер (1976), старший тренер ФИДЕ (2004).

## Шахматная карьера
Играет в шахматы с 9 лет, в 13 лет выиграл турнир школьников в Познани. Чемпион Польши среди юношей (1959 и 1960). Участник многих чемпионатов страны (с 1962); чемпион Польши (1971, 1974, 1975 и 1981). В составе команды Польши участник 14 олимпиад (1962—1964, 1968—1974, 1978—1990, 1994, на 5 из них играл на 1-й доске) и 3-х командных чемпионатов Европы (1973, 1989—1992). Участник 5 зональных турниров ФИДЕ (1972, 1975, 1979, 1985 и 1987); Хельсинки (1972) — 6-е; Прага (1985) — 4—6-е; Варшава (1987; 1-я группа) — 2—4-е (в дополнительном матч-турни трёх занял 3-е место и не попал в межзональный турнир).
Лучшие результаты в других международных соревнованиях: Поляница-Здруй (1970) — 3-е, 1971 — 4-е, 1973 — 1—2-е, 1976 — 2—4-е, 1981 — 1-е; Люблин (1970) — 1—2-е; Экшё (1973) и Албена (1974) — 3—5-е; Вейк-ан-Зее (1975; турнир мастеров) — 2-е; Олот (1975) — 3—4-е; Врбас (1976) — 3—5-е; Галле (1976) — 2-е; Мальмё (1977 и 1979) — 1-е и 2—5-е; Баньё (1977 и 1980) — 1-е; Вршац (1977) — 3-е; Киль (1979) — 2-е; Смедерево (1981) — 1—2-е; Трнава (1983) — 3—6-е, 1985 — 2—4-е, 1986 — 5—7-е; Никея (1984) — 3—5-е; Афины (1984) — 3—7-е (36 участников); Беэр-Шева (1986) — 3—4-е; Винковци (1986) — 1—2-е; Будапешт (1986) — 1-е места.

## Изменения рейтинга
| Графики недоступны из-за технических проблем. См. информацию на Фабрикаторе и на mediawiki.org. |